# Oriole Piccola
Oriole Piccola o Oriule Piccola (in croato Male Orjule) è un'isola della Croazia che fa parte dell'arcipelago delle isole Quarnerine ed è situata a sudest della punta meridionale della penisola d'Istria. Assieme a Oriole Grande forma le Oriole o Oriuli.
Amministrativamente appartiene alla città di Lussinpiccolo, nella regione litoraneo-montana.

## Geografia

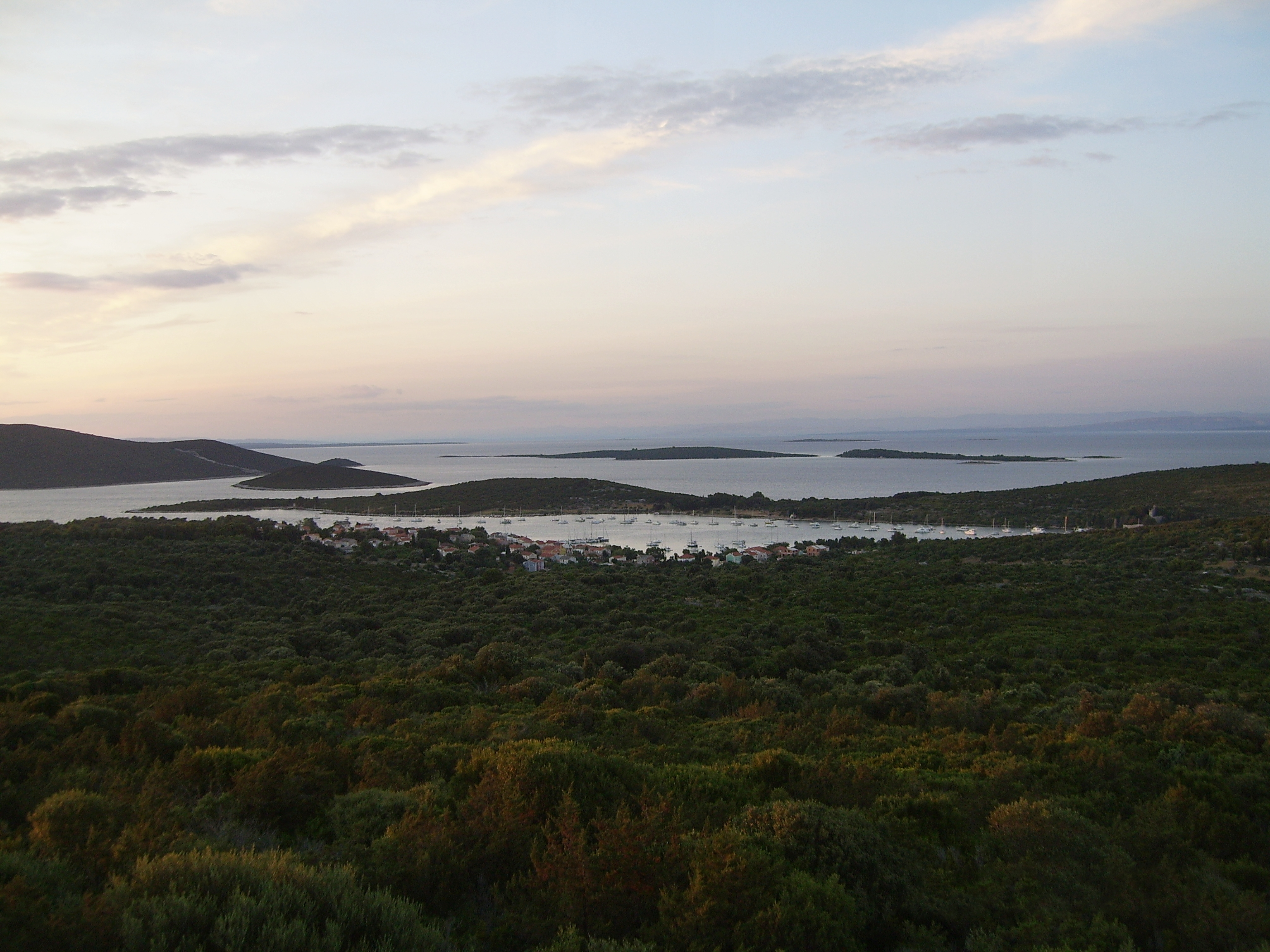
Vista da Asinello, con l'isola di Oriole Piccola al centro oltre San Pietro. Si vedono anche Lussino e lo scoglio Capra sulla sinistra, e Oriole Grande a destra, accanto a Oriole Piccola

Oriole Piccola si trova nella parte meridionale del Quarnaro, 59 km a sudest dell'Istria e 1 km a est dell'isola di Lussino; è separata da quest'ultima dal canale di Oriole (kanal Orjule). Oriole Piccola si sviluppa in direzione nord-sud per circa 1,34 km e raggiunge una larghezza massima di poco più 400 m; la sua superficie è di 0,336 km².
Oriole Piccola ha una forma allungata irregolare; ha una costa occidentale più lineare e una orientale più frastagliata con un alcune insenature e un promontorio, proteso verso est, nella parte centro-meridionale che termina nella punta Circa (rt Cirka). L'estremità settentrionale è il capo omonimo (capo Oriole Piccola, rt Male Orjule), mentre quella meridionale è capo Glavičina (rt Glavičina). Al centro, l'isola raggiunge la sua elevazione massima di 11 m s.l.m. Le coste si sviluppano per 4,226 km.
A nordovest, 50 m al di là dello stretto Stret (prolaz Stret), si trova l'isola di Oriole Grande.
Le acque lungo la costa occidentale sono utilizzate come punto d'approdo per le imbarcazioni.

## Isole adiacenti
- Školjić è un piccolo scoglio ovale, posto 135 m[11] a sudovest di Oriole Piccola. Misura 110 m[12] di lunghezza e 75 m[13] di larghezza. (44°28′55.5″N 14°33′49″E)
- Batelić è una piccola roccia situata 500 m[14] a est di Oriole Piccola. (44°29′33.5″N 14°34′25″E)